# Tomotsugu Ishida
Tomotsugu Ishida (japonés:  石田智嗣; 24 de mayo de 1989) es un luchador japonés de lucha libre. Consiguió el puesto 24º en campeonato mundial del 2014. Ganó la medalla de plata en campeonato asiático del año 2015 y dos medallas de bronce en 2012 y 2013. Quinto en los Juegos Asiáticos de 2014. Tercero en la Copa del Mundo en 2013.